# История ФК «Кубань»
«Куба́нь» — российский профессиональный футбольный клуб из Краснодара, существовавший с 1928 по 2018 год. На момент расформирования был одним из старейших футбольных клубов России. Официально вёл свою историю с момента основания команды «Динамо» при НКВД Краснодара.
В Высшей лиге СССР выступал в 1980—1982 годах, в Высшей лиге России — в 1992, 2004, 2007, 2009 и с 2011 по 2016.

## Истоки
На Кубани футбол появился в начале XX века, когда им стали заниматься члены различных спортивных клубов Екатеринодара того времени. Поначалу матчи проводились исключительно внутри клубов, наравне с состязаниями по другим видам спорта, но постепенно новая игра заинтересовывала всё больше людей, поэтому стали проводиться и нерегулярные товарищеские встречи между разными клубами города. Первый междугородный матч был сыгран в Екатеринодаре 6 августа (по другим данным 9 августа) 1912 года, когда местный клуб «Ахиллес» (по другим данным сборная Екатеринодара, основу которой составляли игроки клуба «Ахиллес») разгромил новороссийскую «Олимпию» (по другим данным «Олимпию-II») со счётом 5:0 (по другим данным 5:1). С 1913 года стал проводиться уже полноценный чемпионат города, матчи между городскими командами («Ахиллес», «Спорт», «Виктория» и т. д.) стали регулярными.
Из-за начавшихся вскоре войн и политических потрясений, о футболе в то время известно крайне мало, большинство источников были утрачены, и в наше время историю футбола в дореволюционном Екатеринодаре и в Краснодаре 1920-х годов восстанавливать приходится буквально по крупицам, а многие данные, по всей видимости, уже утеряны безвозвратно.

## Основание клуба
ФК «Кубань» ведёт свою историю с 1928 года, с момента организации при НКВД Краснодара команды «Динамо». По некоторым данным, организована команда была годом раньше, в 1927 году, но документальных подтверждений данной версии нет, поэтому отсчёт принято вести с года официальной организации команды, о чём есть соответствующие документы в архивах.

## «Динамо» в 1928—1953
До того, как начали проводиться полноценные, массовые чемпионаты, среди любителей футбола были популярны товарищеские матчи «Динамо» с сильнейшими командами России, Украины, Закавказья и соседей по Северному Кавказу. Помимо этих игр, в городе проводились матчи различных товарищеских турниров, таких как, например, розыгрыш «Кубка Дружбы», в котором участвовали различные спортивные клубы города и сборная команда Краснодарского военного гарнизона. По сохранившимся данным, встречи данного турнира начинались довольно оригинально: над игровым полем снижался самолёт, и с него сбрасывался футбольный мяч.
В 1931 году «Динамо» обзавелось собственным стадионом, который был построен в северной части города, возле трамвайного депо на ул. Красной (ныне пересечение улиц Одесской и Красной), в октябре 2012 года началась реконструкция стадиона, и старая трибуна была снесена. В том же году «Динамо» стало победителем спартакиады народов Северного Кавказа.
В 1935 году динамовцы в составе сборной Краснодара участвовали в чемпионате СССР, проводившемся тогда среди сборных городов. На групповом этапе в Пятигорске команда провела 3 игры за 5 дней: 26 июня сыграла вничью 2:2 с командой Эривани, 28 июня победила команду Махачкалы со счётом 1:0, а 30 июня проиграла хозяевам поля — футболистам Пятигорска со счётом 1:2, и в итоге заняла только 3 место в группе, на чём и закончила своё выступление в чемпионате СССР среди городов.
Крайне отрицательно на развитии футбола сказалась Великая Отечественная война, тем не менее, уже в 1944 году началось восстановление разрушенной войной инфраструктуры, возрождение футбольных команд, возобновление спортивных соревнований. 30 июля в Краснодаре «Динамо» сыграло товарищеский матч с одноклубниками из Еревана, в том же году команда провела ещё ряд товарищеских матчей с командами из различных городов, однако наиболее примечательным событием для кубанского футбола в тот год стало участие динамовцев под руководством Ивана Санжарова, в составе сборной Краснодарского края, в 1-й Спартакиаде Северного Кавказа, проходившей в Грозном. В этом турнире команда сыграла 3 матча, одержав во всех них победы: над сборными Дагестана (со счётом 11:0), Кабардино-Балкарии (6:0) и Северной Осетии (4:1), завоевав тем самым звание чемпиона Северного Кавказа по футболу 1944 года. На 2-й Спартакиаде Северного Кавказа в 1945 году динамовцы отстояли титул.
В 1948 году «Динамо» под руководством одного из своих основателей Андрея Агеева приняло участие в первенстве РСФСР, начав с предварительных игр в Северо-Кавказской зоне, где его соперниками были команды Ставрополя, Ростова-на-Дону, Грозного, Сталинграда, Нальчика, Махачкалы, а также ещё одна краснодарская команда «Молния». Не проиграв ни одного матча, динамовцы стали победителями зонального турнира.
Игры финального турнира чемпионата РСФСР начались 3 октября на краснодарском стадионе «Динамо», хозяева которого уверенно дошли до финала без единого поражения. А 17 октября 1948 года в финальном матче динамовцы обыграли команду из Молотова со счётом 4:0 (первый гол в матче забил Василий Амелькин) и стали впервые в истории кубанского футбола чемпионами РСФСР. Команде был вручён переходящий приз и диплом первой степени Всероссийского комитета по делам физической культуры и спорта при Совете Министров РСФСР, помимо этого, все члены команды получили ленты чемпионов республики, почётные грамоты, нагрудные жетоны и ценные подарки. Капитаном команды в этом сезоне был Фёдор Заварзин.

## «Нефтяник» в 1954—1957
В 1953 году краснодарское «Динамо», как и многие коллективы других городов СССР, представлявшие ДСО «Динамо», было расформировано, однако, команда не исчезла, а только поменяла ведомственную принадлежность, курировать её стало общество «Нефтяник», и именно ей было доверено представлять город в футбольной лиге класса «Б», когда Краснодар получил в ней место в 1954 году. В первом круге чемпионата того года команда играла неплохо, но провалилась во втором, в итоге заняв всего лишь 10-е место из 12-ти.
В сезоне 1955 года «Нефтяник» занял 5-е место, показав солидную игру в полузащите и нападении. По мнению многих, команде тогда просто не повезло, и при удачном раскладе, «Нефтяник» вполне мог уже тогда добиться выхода в класс «А», ведь многие его игроки этого сезона в будущем выступали в различных командах Высшей лиги.
В 1956 году «Нефтяник» занял 4-е место, имея очень неплохой подбор игроков, многие из которых через три года смогли добиться повышения в классе, правда, уже в составе ростовского СКВО, который, благодаря ведомственной принадлежности, имел возможность отбирать в свой состав лучших игроков со всего Северного Кавказа, чем и пользовался.
В сезоне 1957 года команда опять заняла 4-е место, но, как считали болельщики, она изменилась, поскольку у неё появился опыт и выросло качество игры, в те времена «Нефтяник» был крепким и неуступчивым соперником практически для любой команды.

## «Кубань» в 1958—1960
В 1958 году команда поменяла ведомственную принадлежность, она перешла в созданное в этом же году ДСО «Труд», в результате чего стала именоваться «Кубань». В течение почти всего сезона команда шла в лидирующей группе чемпионата, при том, что потеряла 8 человек основного состава, которые были призваны в армию и поэтому выступали в составе ростовского СКВО, за 2 тура до финиша сезона в лиге «Кубань» занимала 1 место, набрав 41 очко, однако ей предстояли 2 заключительные игры в Кутаиси и Ростове. В первой из них «Кубань» проиграла со счётом 1:3, по мнению многих, в основном из-за того, что кутаисцы решили «отомстить» за матч первого круга, проигранный ими со счётом 1:4, в котором при столкновении двух игроков Кутаиси друг с другом, один из них получил тяжёлую травму, а пресса преподнесла это как умышленную грубость игроков «Кубани». Поэтому как только началась игра, так почти сразу два ведущих защитника «Кубани» получили травмы и поэтому практически выбыли из игры, затем последовал, по мнению болельщиков, «странный» пенальти в ворота «Кубани», что и предопределило итог игры. В Ростове проиграли со счётом 0:3, что неудивительно, ведь значительную часть основного состава СКВО составляли прекрасно знавшие «Кубань» её бывшие игроки, к тому же, после матча в Кутаиси защита команды была ослаблена. В результате только 3-е место, а неудачное завершение этого, в целом хорошего сезона, отрицательно сказалось на психологическом состоянии команды, поуходили ветераны, началась смена поколений.
В сезоне 1959 года «Кубань» в основном сохранила состав, но в способность победить в чемпионате, по данным официального сайта клуба, мало кто верил, в команде шёл процесс смены поколений, в итоге «Кубань» заняла в том розыгрыше 5-е место.

## «Спартак» в 1960—1962
Во втором круге чемпионата 1960 года команда перешла в ДСО «Спартак» и поэтому была соответственно переименована. По итогам сезона команда заняла 3-е место, что вселило в болельщиков определённые надежды.
В 1961 году «Спартак» выступил крайне неудачно, заняв всего лишь 8-е место из 13-ти. По мнению болельщиков, основные причины этого лежали в слабой работе тренерского штаба, прежде всего, в плане психологического настроя команды.
После первого круга чемпионата 1962 года «Спартак» занимал 6-е место, неудачно сыграв практически со всеми лидерами. В перерыве между кругами в команде произошли изменения, новым старшим тренером стал мастер спорта СССР Владимир Горохов. Второй круг чемпионата «Спартак» отыграл без поражений, благодаря чему в итоге и выиграл зональный турнир. Финальный турнир пяти лучших клубов РСФСР прошёл в Краснодаре, в нём «Спартак» провёл 4 матча, одержав 3 победы: над воронежским «Трудом» (со счётом 1:0), армейцами Новосибирска (2:0) и ярославским «Шинником» (2:0), и только один раз сыграв вничью, в третьем матче турнира со свердловским «Уралмашем» (2:2). В итоге «Спартак» занял 1-е место в финальном турнире победителей зон РСФСР, благодаря чему команда во 2-й раз стала обладателем титула чемпиона РСФСР и завоевала право выступать в элите отечественного футбола. Однако произошла «реорганизация» структуры первенства СССР, в результате чего, вопреки спортивным принципам, «Спартак» не был допущен в элитную лигу.

## «Кубань» в 1963—1979
В 1963 году команда вновь сменила название, и теперь уже окончательно стала именоваться «Кубань», хотя ведомственная принадлежность осталась прежней. В этом сезоне «Кубань» выступала неровно, по мнению болельщиков, проблемы были прежде всего психологического характера, сказалось то, что команда, в честной борьбе завоевавшая право играть в Высшей лиге, не была туда допущена, в итоге в этом году «Кубань» заняла только 10-е место во 2-й группе класса «А».
В следующих сезонах 1964 и 1965 годов «Кубань» занимала 15-е и 25-е места соответственно, но затем выдала три хороших сезона: 1966, 1967 и 1969 годов (лишь в сезоне 1968 года опустившись на 7 место), по итогам которых команда занимала 3-е место, чего, однако, не хватало для повышения в классе.
В сезоне 1970 года «Кубань» выступила крайне неудачно и скатилась во 2-ю лигу. В 1971 году команда поменяла ведомственную принадлежность и перешла в ДСО «Урожай».
В сезоне 1973 года «Кубань» заняла 1-е место в 3-й зоне 2-й лиги, а затем заняла 3-е место в финальном турнире, благодаря чему возвратилась в 1-ю лигу. Кроме того, команде удалось в 3-й раз в истории клуба завоевать титул чемпиона РСФСР.
Следующие 2 года «Кубань» боролась за выживание в 1-й лиге, пока, наконец, в 1976 году всё-таки не покинула её.
В 1977 году «Кубань» заняла 1-е место в 3-й зоне 2-й лиги, а затем сыграла в стыковых матчах с узбекским клубом из города Янгиер. Выиграв первый матч на своём поле со счётом 2:0, «Кубань» проиграла ответный в Янгиере со счётом 1:2, ввиду чего была назначена переигровка, которая состоялась на нейтральном поле в Симферополе. В этом матче, на котором, по некоторым данным, присутствовало 5 тысяч болельщиков «Кубани», команда одержала победу со счётом 2:0 и вернулась в 1-ю лигу.
Сезон 1978 года начался неплохо, вплоть до 11-го тура включительно «Кубань» была единоличным лидером, а по завершении первого круга шла на 4-м месте, однако второй круг «Кубань» провела значительно хуже и по итогам чемпионата 1978 года в 1-й лиге оказалась только на 6-м месте, что, тем не менее, было не самым плохим результатом для команды, вышедшей из 2-й лиги.
1979 год оказался успешным, «Кубань» с самого начала сезона подтвердила игрой свои серьёзные намерения и в итоге, за тур до окончания первенства, обеспечила себе 2-е место, дававшее право играть на следующий год в Высшей лиге, помешать этому могли только какие-либо неигровые обстоятельства (как уже было в 1962 году), однако, на этот раз никаких «реорганизаций» не произошло, и заслужившие повышение в классе его получили. Капитаном команды в этом сезоне был Виктор Батарин.

## «Кубань» в 1980—1991
В 1980 году «Кубань» впервые играла в Высшей лиге, перед началом сезона была проведена реконструкция стадиона «Кубань», его вместимость была значительно увеличена. Первая домашняя игра состоялась 7 апреля с московским «Локомотивом» (0:0), а первый мяч в Высшей лиге «Кубань» смогла забить в следующей игре 12 апреля с тбилисским «Динамо» (2:2). По итогам сезона, «Кубань» получила приз «Вместе с командой», благодаря тому, что стадион «Кубань» на всех играх был заполнен до отказа, а на матчах с лидерами зрителей было более 50 тысяч, при том, что при проектировке стадион на такое количество человек рассчитан не был.
В сезоне 1981 года «Кубань» выступала нестабильно, то одерживая неожиданные победы, то терпя неожиданные поражения, в итоге команда заняла 13-е место, что стало наивысшим достижением клуба в советской истории.
Сезон 1982 года «Кубань» начала хорошо, после первого круга занимала 6-е место, однако, по итогам сезона вылетела из Высшей лиги. По мнению многих болельщиков, современников тех событий, главной причиной неудачи в сезоне стало то, что в связи с окончательным отходом от дел Брежнева, в результате «межклановых» противостояний и борьбы за власть в верхушке КПСС, летом 1982 года был отстранён от должности главный болельщик «Кубани» — первый секретарь Краснодарского крайкома КПСС, любимец Брежнева Сергей Фёдорович Медунов, что незамедлительно сказалось на отношении футбольных чиновников к его детищу — футбольной команде «Кубань», которая, успешно проведя первый круг, просто «развалилась» во втором круге. Однако, каких-либо прямых документальных доказательств этой версии найти невозможно, поэтому по факту, главными причинами вылета команды является слабая игра на выезде, необязательные потери очков дома, проблемы внутри коллектива и недоработки тренерского штаба «Кубани». Единственным положительным моментом в этом сезоне оказалось только то, что именно в этом году была организована старейшая фанатская группировка «Кубани» «Green Mile».
В 1983 году «Кубань» выступала крайне неровно, неплохо играя с лидерами, много очков теряла с остальными командами, причём даже на своём поле, что сказалось как на зрительском интересе, так и на итоговом положении в таблице, где «Кубань» по итогам сезона заняла лишь 8-е место.
В сезоне 1984 года «Кубань» заняла 4-е место, хотя ещё в сентябре сохраняла шансы на 2-е, дававшее право вернуться в высшую лигу, но в последней игре дома с «Торпедо» из Кутаиси (0:0) лишилась даже 3-го места. Тем не менее, по сравнению с прошлым сезоном, был заметен явный прогресс, что настраивало болельщиков и специалистов на оптимистический лад. Но оптимизм не оправдался, в чемпионате 1985 года команда заняла всего лишь 18-е итоговое место, которое, тем не менее, позволило сохранить прописку в первой лиге. 1986 год стал провальным, «Кубань» выступала крайне слабо, даже в домашних матчах, итогом стало 20-е место и закономерный вылет во 2-ю лигу.
В следующем 1987 году «Кубань» смогла по итогам сезона вернуться в 1-ю лигу, а позже, в ноябре, участвовала в финальном турнире чемпионата РСФСР и в 4-й раз стала чемпионом, что является рекордом для нестоличных клубов России.
В последующие 4 сезона: 1988, 1989, 1990 и 1991 годов команда играла в 1-й лиге, где трижды подряд занимала 19-е место, а в последнем первенстве СССР предпоследнее 21-е место.

## «Кубань» в 1992—1999
В 1992 году, ввиду распада СССР и чемпионата, «Кубань» оказалась в высшей лиге чемпионата России, как и другие команды России, которые должны были покинуть первую союзную лигу. Сезон для «Кубани» сложился крайне неудачно, где-то команда уступала объективно, будучи откровенно слабее соперников, где-то, по мнению болельщиков, соперникам помогали судьи, где-то просто не везло, к тому же большинство игроков команды составляли молодые футболисты в возрасте от 20 до 22 лет. В итоге «Кубань» оказалась абсолютно не готова к чемпионату и закономерно покинула высшую лигу. В этом сезоне в составе команды был молодой футболист Максим Чинёнов, который провёл в этом году последние 2 матча в недавно начавшейся карьере, после чего ушёл в мини-футбол.
В сезоне 1993 года по регламенту только 8 команд из 22-х оставались в первой лиге на следующий год; «Кубань» в их число по итогам сезона не попала. В начале сезона команду возглавил новый главный тренер — мастер спорта СССР международного класса Леонид Назаренко. До середины мая «Кубань» входила в группу лидеров, но затем последовала череда поражений и команда оказалась во втором десятке турнирной таблицы, и в итоге завершила сезон на 15-м месте.
Перед началом чемпионата 1994 года перед командой было поставлено задачей возвращение в первую лигу. Сезон начался успешно, после первого круга «Кубань» занимала 2 место. Однако, во втором круге дела у команды не заладились, и «Кубань» заняла по итогам сезона только 6-е место, по мнению болельщиков, главной причиной её неудач в этом сезоне были направленные против команды «закулисные интриги» ряда функционеров краевой федерации футбола.
В 1995 году «Кубани» удалось вернуться в первую лигу, несмотря на неудачное начало и проблемы по ходу сезона, тем не менее, за 2 тура до конца чемпионата, победив в последнем домашнем матче «Анжи» (3:0), команда досрочно заняла 2-е место в зоне «Запад» 2-й лиги.
В сезоне 1996 года в 1-й лиге «Кубань» играла нестабильно, неплохо играя на выезде, но много очков теряла дома, при этом в середине сезона команда даже оказалась рядом с лидирующей группой. В итоге «Кубань» заняла только 10-е место, что в целом было неплохо для «возвращенца» из 2-й лиги.
Чемпионат 1997 года для «Кубани» оказался неудачным, команда заняла только 16-е место, которое, тем не менее, позволило ей остаться в 1-й лиге.
Сезон 1998 года оказался просто катастрофическим для «Кубани», после отказа краевой администрации от финансирования команды, клуб оказался на грани коллапса, в последних матчах игроки «Кубани» просто откровенно «отбывали номер» на поле. В итоге, после закономерного вылета из 1-й лиги, в конце 1998 года в клубе из всего административного и игрового состава остался всего лишь один человек — запасной вратарь команды. Выжила «Кубань» благодаря исключительно — Ивану Александровичу Паненко, генеральному директору ОАО «Роснефть-Краснодарнефтегаз», который стал новым президентом клуба и за последующие 2 года, не жалея своих собственных средств, сумел заложить прочный фундамент для будущего команды.
С 1999 года началось возрождение «Кубани», главным тренером был назначен Софербий Ешугов, в состав были набраны так же в основном свои, местные воспитанники. С самого начала сезона «Кубань» была безоговорочным лидером, значительно опередив главного конкурента — ростовский СКА. Однако, в то время во 2-м дивизионе действовала система переходных матчей между победителями зон, в них «Кубань» не смогла обыграть тогда ещё крепкую и перспективную «Ладу», уступив ей в Тольятти (1:2), в ответном матче дома «Кубань» смогла добиться лишь ничьей (1:1). Тем самым, проиграв по сумме 2-х матчей, «Кубань» не смогла вернуться в 1-й дивизион.

## «Кубань» в 2000—2009
Сезон 2000 года «Кубань» провела удачно, в первом круге команда выдала серию из 14 матчей без поражений и стабильно занимала 1-е место, но из-за конфликта в руководстве клуба летом произошла смена тренера, которая, однако, не помешала «Кубани» занять первое место в зоне «Юг» и победить по сумме двух встреч в переходных матчах «Светотехнику»: в Саранске «Кубань» выиграла (1:0), а в ответном матче была зафиксирована ничья (0:0). В конце года готовить команду к сезону в первом дивизионе было доверено Александру Ирхину.
В начале 2001 года произошли изменения в руководстве «Кубани», управление клубом перешло к администрации Краснодарского края, а его новым президентом стал Михаил Крапивный, (занимал эту должность до 2002 года), который был назначен губернатором края Александром Ткачёвым, поставившим задачу выхода в Высший дивизион, для чего на должность главного тренера был приглашён известный тренер — Олег Долматов (в итоге Александр Ирхин стал единственным главным тренером «Кубани», под руководством которого команда не провела ни одного официального матча). Под его руководством команда очень уверенно провела сезон и до конца боролась за выход в Премьер-лигу, но всё таки выйти туда не смогла, заняв в первом дивизионе только 3-е место, что, однако, было отличным результатом для вернувшейся из 2-го дивизиона команды.
Сезон 2002 года «Кубани» не удался, поскольку внутри команды назрел конфликт между тренером и рядом игроков, которые с самого начала сезона стали «сливать» матчи, что привело к смене тренера, после которой команда заиграла, смогла подняться в группу лидеров, однако на выход в Высший дивизион уже не претендовала и по итогам сезона заняла только 4-е место.
Несмотря на изначальное отсутствие в 2003 году задачи выхода в высший дивизион, команда, тем не менее, усилилась и поэтому начала сезон очень уверенно. После первого круга «Кубань» шла на первом месте, ввиду чего, руководство клуба поставило задачу выхода в высший дивизион по итогам уже этого сезона. Однако, начало второго круга оказалось неудачным, команда потерпела ряд поражений, которые привели к изменениям в руководстве клуба, после которых «Кубань» выдала победную серию из 11 матчей подряд (что на тот момент стало рекордом для 1-го дивизиона) и смогла в итоге занять 2-е место, дававшее право выхода в Высший дивизион.
Чемпионат 2004 года оказался неудачным. Был провален старт сезона, а последующие изменения в тренерском составе команды кардинально повлиять на ситуацию не смогли. В итоге, «Кубань», заняв 15-е место, покинула Высший дивизион. Единственным ярким моментом сезона стала домашняя победа над московским «Локомотивом» (2:1), который в том году стал чемпионом. Кроме того, в этом сезоне в «Кубани» играл Анте Яжич — первый канадский легионер в истории чемпионатов России.
В 2005 году команду возглавил, впервые в истории клуба, иностранный тренер Йозеф Хованец. Сезон начался успешно, и первый круг «Кубань» завершила на 2-м месте. Однако после ряда потерь очков в начале второго круга положение ухудшилось, а под конец сезона, из-за отказа от поездки в Нальчик (в котором в тот момент всё ещё продолжались бои федеральных сил с атаковавшими город террористами), команде было засчитано техническое поражение 0:3. В итоге «Кубань» заняла только 5-е место. Единственным положительным моментом можно назвать только то, что в этом сезоне команда финишировала с лучшим показателем в лиге по пропущенным мячам (25 мячей в 42-х матчах), что являлось на тот момент ещё и рекордом клуба.
Сезон 2006 года «Кубань» провела под руководством Павла Яковенко. В течение всего сезона команда показывала грамотную, содержательную и результативную игру, благодаря чему лидировала на протяжении всего первенства, занимая 1-е место в таблице вплоть до последнего тура. Однако, потерпев поражение (по мнению болельщиков, главной причиной его были ошибки арбитра) в последнем туре от «Химок» (0:2), «Кубань» заняла только 2-е место, которое, тем не менее, позволило ей выйти в Высший дивизион.
Чемпионат 2007 года начался неудачно, за первые 5 туров команда не смогла одержать ни одной победы, в результате чего был отправлен в отставку Павел Яковенко, вместо которого главным тренером «Кубани» был назначен Леонид Назаренко. Во 2-м круге, после ряда неудач, Назаренко ушёл с поста главного тренера «по семейным обстоятельствам» (официальная версия), тем не менее, оставшись в структуре клуба и тренерском штабе команды. Новым главным тренером стал Софербий Ешугов, однако и он вскоре был отстранён, а команду снова возглавил Назаренко. Но все эти перестановки положительного результата не принесли, «Кубань» заняла по итогам сезона предпоследнее 15-е место, тем самым вылетев в 1-й дивизион.
Единственным положительным моментом в сезоне стало то, что дублирующий состав «Кубани» сумел занять 3-е место в турнире дублёров.
8 декабря 2007 года, рядом со стадионом «Кубань», впервые в истории клуба прошёл митинг в поддержку команды, поводом для которого стали просочившиеся из различных источников слухи о возможности потери «Кубанью» профессионального статуса по финансовым причинам. Перед собравшимися выступил ряд официальных лиц, в том числе и назначенный куратором клуба от администрации региона президент краевой федерации футбола Иван Перонко, который заверил болельщиков, что проблемы будут решены и в клубе появится новое руководство.
В 2008 году «Кубани» исполнилось 80 лет. Зимой произошли очередные перестановки в руководящем составе клуба, почти полностью обновился состав, а к сезону команду готовил известный специалист Александр Тарханов, однако, после первых 2-х туров, в которых «Кубань» потерпела абсолютно необязательные поражения, он решил уйти «по состоянию здоровья» (официальная версия), и его место на посту главного тренера клуба занял не менее известный тренер Сергей Павлов. В первом же матче под руководством нового тренера являвшийся на тот момент капитаном команды болгарский защитник Ивайло Петков в рамках игры 3-го тура в первом дивизионе со «Спортакадемклубом» (3:0) стал автором 1000-го гола «Кубани», забитого в ворота соперников в российской истории клуба.
Несмотря на ряд поражений в начале сезона, по итогам первого круга «Кубань» заняла 3-е место, отставая от 2-го всего на 1 очко. Однако, из-за разногласий с руководством клуба по финансовым вопросам, в начале 2-го круга, 10 августа, Сергей Павлов был отправлен в отставку, а вместо него исполняющим обязанности главного тренера команды был назначен Погос Галстян, работавший в тренерском штабе клуба с начала 2008 года. 1 октября клуб возглавил Олег Протасов, тем самым, был установлен новый «рекорд» клуба, поскольку впервые в истории команду в течение одного сезона возглавляли 4 разных специалиста. Тем не менее, в итоге, несмотря на все проблемы в сезоне, «Кубань» смогла досрочно обеспечить себе возвращение в Высший дивизион, одержав 24 октября в Набережных Челнах волевую победу со счётом 4:3 (проигрывая после 1-го тайма 1:3) над местным клубом «КАМАЗ», который до этого матча являлся единственным конкурентом «Кубани» в борьбе за повышение в классе. 19 ноября 2008 года по взаимной договорённости было принято решение о расторжении контракта между «Кубанью» и Олегом Протасовым, главной причиной тому стала корректировка руководством клуба трансферного бюджета команды в сторону уменьшения затрат, а одним из главных условий Протасова для продолжения работы было сохранение прежней суммы трансферного бюджета. 4 декабря 2008 года было объявлено, что к работе с «Кубанью» в качестве главного тренера приступает Сергей Овчинников, достигнувший принципиальную договорённость с клубом и в тот же день подписавший трёхлетний контракт по схеме 1+2. Овчинников стал 5-м тренером клуба за 2008 год, тем самым, под конец года был установлен ещё один «рекорд» клуба. 16 декабря 2008 года состоялись торги по продаже муниципального имущества, на которых 75 % акций «Кубани» приобрёл генеральный директор корпорации «ИСД» Олег Артушевич Мкртчан, ставший благодаря этому полноправным совладельцем клуба.
Сезон 2009 года «Кубань» начала под руководством Сергея Овчинникова, однако, из-за отсутствия у него тренерской лицензии категории «Pro», главным тренером команды формально был заявлен его помощник — португальский специалист Марьяну Баррету. Начало сезона для команды и самостоятельной тренерской карьеры «Босса» получилось в целом положительным, поскольку несмотря на выездное поражение в 1 туре от действующего чемпиона России казанского «Рубина» (0:3), уже во 2-м туре «Кубань» неожиданно уверенно переиграла дома 9-кратного чемпиона России московский «Спартак» (1:0). Эта победа стала исторической сразу в нескольких номинациях: во-первых, это была первая победа Сергея Овчинникова в его самостоятельной тренерской карьере, во-вторых, «Кубань» впервые смогла обыграть «Спартак» в матчах чемпионата (до этого побеждала его только в Кубке), и в-третьих, после этого матча в России не осталось команд, во встречах с которыми «Кубань» не одерживала бы побед.
12 июля 2009 года в матче 13-го тура чемпионата с клубом «Спартак-Нальчик» полузащитник «Кубани» Артур Тлисов стал автором 3000-го гола команды, забитого в ворота соперников в чемпионатах и первенствах СССР и России.
9 августа Сергей Овчинников был отправлен в отставку в связи с неудовлетворительными результатами команды и её низким положением в турнирной таблице. На тренерском мостике его сменил Погос Галстян, ранее уже работавший с командой.
Сезон 2009 года завершился для «Кубани» вылетом, причём, в отличие от прошлых неудач в Премьер-лиге, на этот раз отрицательный результат стал абсолютно заслуженным и закономерным итогом работы клубного руководства.
Уже в декабре 2009 года клуб начал подготовку к следующему сезону. 25 декабря «Кубань», предоставив на заседании аттестационной комиссии ПФЛ все необходимые документы, успешно прошла аттестацию для участия в Первом дивизионе, а 27 декабря клуб определился с новым главным тренером команды, которым стал известный румынский футболист и тренер Дан Петреску, подписавший с «Кубанью» трёхлетний контракт 29 декабря. Срок соглашения рассчитан на 3 года с возможностью продления ещё на 2, кроме того, руководством клуба была поставлена задача возвращения команды в Премьер-лигу уже в следующем сезоне.

## «Кубань» в 2010—2018
18 января 2010 года «Кубань» под руководством Дана Петреску отправилась на первый зарубежный сбор. Затем команда провела ещё ряд сборов, по итогам которых тренерский штаб определился с составом на новый сезон. В первом круге первенства «Кубань» шла в группе лидеров, играла уверенно. Серьёзный спад произошёл лишь под конец круга, когда команда потерпела 3 выезных поражения подряд (2 в лиге и 1 в Кубке), что, однако, не помешало ей занять 1-е место в таблице по итогам первой половины турнира. Затем результат только улучшался, отрыв от преследователей неуклонно увеличивался, и в итоге 17 октября, за 4 тура до конца сезона, «Кубань» досрочно гарантировала себе выход в Премьер-лигу, а уже 24 октября, за 3 тура до завершения турнира, обеспечила себе и 1-е место в Первом дивизионе, что произошло впервые за время выступлений клуба в первенствах России. Помимо этого, в том году «Кубань» обновила клубный рекорд по длине беспроигрышной серии в течение одного сезона, который до этого составлял 16 матчей, новый рекорд составил 18 игр.
В честь выхода в Премьер-лигу, один из партнёров клуба приурочил к этому событию необычный подарок команде — заколоченную дверь, которая, по задумке автора, должна будет поднимать игрокам спортивный дух и напоминать о том, что дороги назад, в Первый дивизион, нет. 4 января 2011 года команда вышла из отпуска и начала подготовку к новому сезону, включавшую, помимо прочего, 3 зарубежных сбора: два (1-й и 3-й) в Турции и один в Испании. 3 февраля было сообщено, что клуб успешно прошёл лицензирование в РФС и официально подтвердил своё право на участие в чемпионате России под эгидой РФС и РФПЛ, став, с этого дня, полноправным участником российской Премьер-лиги.
Первую часть сезона 2011/12 команда завершила на 6 месте, благодаря чему в раунде плей-офф попала в первую восьмёрку, которой предстояло разыграть между собой звание чемпиона и места в еврокубках. По итогам «весеннего» раунда плей-офф (2 первых тура прошли ещё в 2011, остальные весной 2012) «Кубань» заняла итоговое 8 место. Этот сезон стал самым успешным для команды в российском периоде истории клуба.
В начале сезона 2012/13 после победы в дерби в 4-м туре в команде сменился главный тренер, место Дана Петреску занял Юрий Красножан. 4 января 2013 появилась информация, что Юрий Красножан был уволен. При этом официального объявления об отставке не было, а генеральный директор клуба Сурен Мкртчян в тот же день назвал эту информацию «слухами, не нуждающимися ни в подтверждении, ни в опровержении». Тогда же стали появляться данные и о возможных преемниках Красножана, в числе которых был назван и белорусский специалист Леонид Кучук, месяцем ранее покинувший пост наставника киевского «Арсенала». 8 января владелец клуба Олег Мкртчан официально объявил о прекращении сотрудничества с Красножаном.
9 января в качестве нового главного тренера на общем собрании команды футболистам был представлен Леонид Кучук. Под его руководством команда и завершила сезон 2012/13, ни разу не проиграв в весенней стадии чемпионата и заняв в итоге рекордное 5-м место, позволившее клубу впервые в своей истории попасть в Лигу Европы. Сразу после завершения сезона руководство клуба предложило тренеру новый трёхлетний контракт, на что Кучук дал устное согласие, однако затем отказался продолжать работу в «Кубани» и вскоре возглавил московский «Локомотив».
«Кубань» была вынуждена в спешном порядке искать нового наставника, в итоге выбор пал на румынского специалиста Доринела Мунтяну, имевшего, однако, действующий контракт с клубом «Мордовия», которая не желала расторгать соглашение. 11 июня 2013 года Мунтяну был представлен игрокам «Кубани» в качестве нового тренера, однако официальное оформление отношений затянулось, ввиду процессуальных вопросов, связанных с увольнением Доринела из предыдущего клуба. За неделю перед стартом сезона 2013/14 появилась информация, что формально в качестве главного тренера «Кубани» будет заявлен Игорь Осинькин, в период межсезонья перешедший в клуб для работы с молодёжным составом, поскольку ввиду проблем у Мунтяну с расторжением контракта с «Мордовией», румынский специалист не имеет права заключать какие-либо официальные соглашения с другими клубами. Спортивный директор клуба Сергей Доронченко подтвердил, что до решения процессуального вопроса по Мунтяну в заявке «Кубани» будет числиться Осинькин. 30 июля Палата по разрешению споров РФС разрешила «Кубани» заявить Доринела Мунтяну. На следующий день, 31 июля, румынский специалист был внесён в официальную заявку клуба в качестве главного тренера команды. Однако по истечении 12 туров чемпионата руководством клуба была достигнута договорённость о расторжении трудового соглашения с Мунтяну и его помощниками по обоюдному согласию сторон.
В субботу, 12 октября, тренерский штаб Мунтяну провёл заключительную тренировку, а уже в воскресенье, 13 октября, накануне вечерней тренировки игрокам «Кубани» был представлен новый главный тренер — белорусский специалист Виктор Гончаренко, возглавлявший до этого в течение 6 лет борисовский БАТЭ.
В сезоне-2013/14 команда заняла восьмое место в чемпионате, 31 октября вылетела на первой же стадии из розыгрыша Кубка, в Лиге Европы заняла 3-е место в группе (в квалификации к групповому турниру выбив из борьбы шотландский «Мотеруэлл» и голландский «Фейеноорд»), в последнем туре в случае победы над испанской «Валенсией» могла выйти в весеннюю часть еврокубков, но игра на «Месталье» завершилась вничью — 1:1.
13 ноября 2014 года Гончаренко был уволен по причине «плохой дисциплины игроков» при том, что клуб занимал пятое место после 12 туров. На место Гончаренко вернулся Леонид Кучук, с которым клуб занял итоговое 10 место и играл в финале Кубка России, где проиграл «Локомотиву» (бывшему клубу Кучука) со счётом 1:3 (д. в.).
В межсезонье 2015/16 в Кубани снова сменился тренер — им стал Дмитрий Хохлов. Клуб покинули игроки основного состава — Тони Шунич, Ивелин Попов, Антон Соснин и Шарль Каборе, а на смену им пришли опытные ветераны — Андрей Аршавин и Роман Павлюченко. 24 июля 2015 появилась информация, что главный инвестор, совладелец и председатель совета директоров «Кубани» Олег Мкртчан с его слов уже не имеет к клубу никакого отношения. По итогам 8 туров «Кубань» была на последнем месте в таблице, не одержав ни одной победы, и 16 сентября 2015 года Хохлов был отправлен в отставку. 17 сентября новым главным тренером был назначен Сергей Ташуев, а также было сообщено о возвращении к работе с клубом команды Олега Мкртчана. Сезон 2015/16 команда закончила на 14 месте. В стыковых матчах, по сумме двух встреч, уступила «Томи»: в Краснодаре «Кубань» выиграла (1:0), а в ответном матче проиграла (0:2) и покинула РФПЛ.

14 июня 2016 года «Кубань» вновь возглавил Дан Петреску. Контракт был подписан сроком на два года. Новый тренерский штаб команде представил вице-губернатор Краснодарского края Андрей Коробка.
Я очень счастлив вернуться в «Кубань», – обратился к игрокам и персоналу Петреску.  – Я всегда считал Краснодар своим вторым домом. Конечно, есть сожаление, что команда оказалась в ФНЛ, однако и в прошлый раз я пришел в команду, когда она играла во второй по рангу российской лиге. Тогда нам удалось решить поставленные задачи. Сейчас мы начинаем с нуля, и должны за один сезон вернуться в Премьер-лигу. Нам предстоит тяжелая, но интересная работа. Уверен, если мы построим сплоченный коллектив, то одержим много важных побед.
 Через несколько месяцев, 4 октября, контракт с Петреску был расторгнут.
После завершения сезона 2017/18 стало известно, что клуб прекращает выступления по причине ликвидации ввиду уже запущенной процедуры банкротства. 30 мая 2018 года было официально сообщено, что «Кубань» не примет участия в следующем сезоне из-за решения комиссии РФС от 14 мая того же года отказать ей в выдаче лицензии на право выступления в турнире, на что клуб даже не подавал апелляцию.
19 июля 2018 года уже несуществующая «Кубань» была оштрафована ФИФА на 15 тысяч швейцарских франков за долги перед бывшими игроками команды.

## Вопросы преемственности
Постсуществование клуба
В соответствии с новой редакцией устава краснодарской региональной общественной организации «Объединенный клуб футбольных болельщиков „Кубань“» (сайт — ookuban.com) целью КРОО «Кубань» является возрождение ФК «Кубань».
ЛФК «Кубань»
сайт — fckuban.com
- В 2018 году выступавшая в первой лиге (Д-2) чемпионата Краснодарского края (кубок губернатора) команда «Надежда» стала основой новой команды, получившей название «Кубань». Команда «Кубань» продолжила турнирный путь «Надежды» в кубке губернатора-2018, итоговый результат — 8-е место. В 2019 году играла в высшей лиге (чемпионате края), заняла 4-е место («Кубань-2» участвовала в первенстве Краснодара[147]). Данная команда позиционируется как возрождённая команда[148][149].

ПФК «Кубань»
сайт — pfckuban.ru
- Созданный в 2018 году футбольный клуб «Урожай» в 2020 году был переименован в «Кубань» без возникновения у клуба спортивного или иного правопреемства от расформированной в 2018 году «Кубани»[150][151]. При этом сайт болельщиков ФК «Кубань» greenmile.ru стал освещать новости, касающиеся этого клуба.